# چیچو باربی
چیچو باربی (ایتالیایی: Ciccio Barbi؛ ۱۹ ژانویه ۱۹۱۹ – ۲۶ نوامبر ۱۹۹۲) یک هنرپیشه اهل ایتالیا بود.
از فیلم‌هایی که وی در آن نقش داشته‌است، می‌توان به دختری با یک چمدان، دختر خوشگل رم، کمک بهیار، آفرین پسر!، شب‌های کابیریا، بوکاچو ۷۰، کارمن و قهرمان زمان ما اشاره کرد.